# Parcheggio scaduto
Parcheggio scaduto (Expired) è un film del 2007 diretto da Cecilia Miniucchi.

## Trama
Una storia d'amore turbolenta e intrigante tra Claire e Jay, due addetti al parcheggio nella città di Los Angeles. L'agente di parcheggio Claire, anima gentile che si risente per aver fatto rispettare la legge in ogni momento e Jay, sempre arrabbiato, ma che ama il suo lavoro.